# میناس هالاج
میناس هالاج (ارمنی: Մինաս Հալաջ؛ زادهٔ ۵ نوامبر ۱۹۸۱) یک نقاش اهل ارمنستان است. 

## زندگی‌نامه
پدر وی ساموئل هالاج نیز نقاش می‌باشد.

## نمایشگاه‌ها

### انفرادی
- 2015 Main Street Gallery,"Floral Minds" والا والا، واشینگتن
- 2010 Raffsonni Galleries, هکنساک، نیوجرسی.
- 2008 Tracy Park Gallery, سنتا مونیکا، کالیفرنیا.
- 2007 Tracy Park Gallery, سنتا مونیکا، کالیفرنیا.
- 2006 Tracy Park Gallery, سنتا مونیکا، کالیفرنیا.
- 2005 Christianne Engs Gallery, وست هالیوود، کالیفرنیا
- 2005 Arc Light Theatre Gallery, هالیوود، کالیفرنیا.
- ۲۰۰۴ مرکزی طراحی دانا رتیکن، میامی، فلوریدا.

### گروهی
- 2018 Context Art Miami “Retrospect Galleries”, ۴–۹ دسامبر میامی، فلوریدا.
- 2018 Saatchi Art, "Constructed", ۱ فوریه، سنتا مونیکا، کالیفرنیا.
- 2018 LA Art Show "Retrospect Galleries", ۱۰ ژانویه، ۱۴ ژانویه، لس آنجلس، کالیفرنیا.
- 2017 SCOPE, International Contemporary Art Show, نیویرک.
- 2017 Mixx Art Projects, "Beyond The Lines", تلیوراید، کلرادو.
- 2016 SCOPE, International Contemporary Art Show, ۲۹ نوامبر- ۴ دسامبر، میامی بیچ، فلوریدا.
- ۲۰۱۶ سمپوزیوم بین‌المللی هنر "Atelier An Der Donau" وین، اتریش.
- 2016 Saatchi Art, "Fresh Faces" ۲۴ مارس، سنتا مونیکا، کالیفرنیا.
- 2016 Art Share-LA, "Faces in the Crowd" ۲ آوریل، DTLA لس آنجلس، کالیفرنیا.
- 2015 Art Miami, Art Basel Week, ۱–۶ دسامبر، G2 Gallery, میامی، فلوریدا.
- 2015 Art Miami, Aqua Art, ۲–۶ دسامبر، Spin Gallery's میامی، فلوریدا.
- 2015 Benefiz-Kunstauktion Oskar Kokoschka's Museum, پوخلارن، اتریش.
- 2015 Art In Fall, ۱۴–۱۹ نوامبر نمایش گروهی نیویورک سیتی، نیویورک.
- 2014 سمپوزیوم بین‌المللی هنر "Atelier An Der Donau" وین، اتریش.
- 2014 Works On Paper "Brand 42" Brand Art Center, گلندیل، کالیفرنیا.
- 2013 Saatchi Gallery Showdown "Painted Faces" لندن، بریتانیا.
- 2013 Annual Juried "Small Work Visual Show" Bakersfield Museum Of Art, C.A.
- 2012 نمایش گروهی , "Mark Rothko 109th Anniversary", دوگوپیلس، لتونی.
- 2012 نمایش گروهی, Pier #۹۲, نیویورک سیتی، نیویورک.
- 2012 Art from the Ashes, Barnsdall Gallery هالیوود، کالیفرنیا.
- 2012 Art Cube Gallery لاگونا بیچ، کالیفرنیا.
- 2012 نمایش گروهی نیویورک سیتی، نیویورک.
- 2011 El Pueblo de Los Angeles Historical Monument, لس آنجلس، کالیفرنیا.
- 2011 نمایش گروهی, Pier #۹۲, نیویورک سیتی، نیویورک.
- 2011 Los Angeles Municipal art Gallery, LA, کالیفرنیا.
- 2011 Skinner Howard نگارخانه هنر معاصر, ساکرامنتو، کالیفرنیا.
- 2010 Rweeway Gallery, لس آنجلس، کالیفرنیا.
- 2010 Western Gallery, لس آنجلس، کالیفرنیا.
- 2010 FERUS Gallery, وست هالیوود، کالیفرنیا.
- 2010 Art from the Ashes Gallery, گلندیل، کالیفرنیا.
- 2009 Primo Piano LivinGallery, لچه، ایتالیا.
- 2009 Municipal Art Gallery, لس آنجلس، کالیفرنیا.
- 2009 Primo Piano LivinGallery, لچه، ایتالیا.
- 2008 Brand Gallery OST, گلندیل، کالیفرنیا.
- 2008 Think Space Gallery, لس آنجلس، کالیفرنیا.
- 2008 Tracy Park Gallery, سنتا مونیکا، کالیفرنیا.
- 2008 موزه هنری ریورساید, ریورساید، کالیفرنیا.
- 2007 Italian American Museum of Art, لس آنجلس، کالیفرنیا.
- ۲۰۰۷ موزه هنر مدرن، ایروان، ارمنستان.
- 2007 Venice Contemporary, کالور سیتی، کالیفرنیا.
- 2007 Tracy Park Gallery, سنتا مونیکا، کالیفرنیا.
- 2006 Venice Contemporary, کالور سیتی، کالیفرنیا.
- 2006 Tracy Park Gallery, سنتا مونیکا، کالیفرنیا.
- 2004 مرکزی طراحی پسیفیک, وست هالیوود، کالیفرنیا.

## مجموعه داران
- مجموعهPepsico Company , دوبی، امارات متحده عربی.
- مجموعهPrincess Anita Of Hohenberg , وین، اتریش.
- Victor Drai, Hollywood Entertainment Famous director, لاس وگاس، نوادا.
- Joseph Reap, Collection of, Morgan Stanley Headquarters منهتن، نیویورک سیتی.
- مجموعهNersesian , نیویورک سیتی، نیویورک.
- مجموعهTimothy G. Smith,  وست هالیوود، کالیفرنیا.
- Gary Goldstein Design Associates, ارواین، کالیفرنیا.
- Anthony J. Cale & Associates, لندن، بریتانیا.
- مجموعهLea Black , میامی، فلوریدا.
- مجموعهAlex Reid , وست ویلیج، نیویورک.
- مجموعهRyan O'Neal Collection, Golden Globe Nominated Actor, ملیبو، کالیفرنیا.
- مجموعهDeanne-Joel Fried , لس آنجلس، کالیفرنیا.
- مجموعهMaia Neumann , نیس، فرانسه.
- مجموعهJennifer Jonak Collection, Graswell, اورگن.
- مجموعهDenis Sutro Collection, Carver Sutra Wine Company, ناپا ولی، کالیفرنیا.
- مجموعهElizabeth Turner Ottosen , بازل، سوئیس.
- مجموعهSamira Barlava , بورلی هیلز، کالیفرنیا.
- مجموعهPoor Hb , لندن، بریتانیا.
- مجموعهPhilipe Caland , لس آنجلس، کالیفرنیا.
- مجموعهRyan Finley , پورتلند، اورگن.
- Scott Bernstein Sony Music head quarters office, بورلی هیلز، کالیفرنیا.
- مجموعهNishanta Baidya .

## نگارخانه

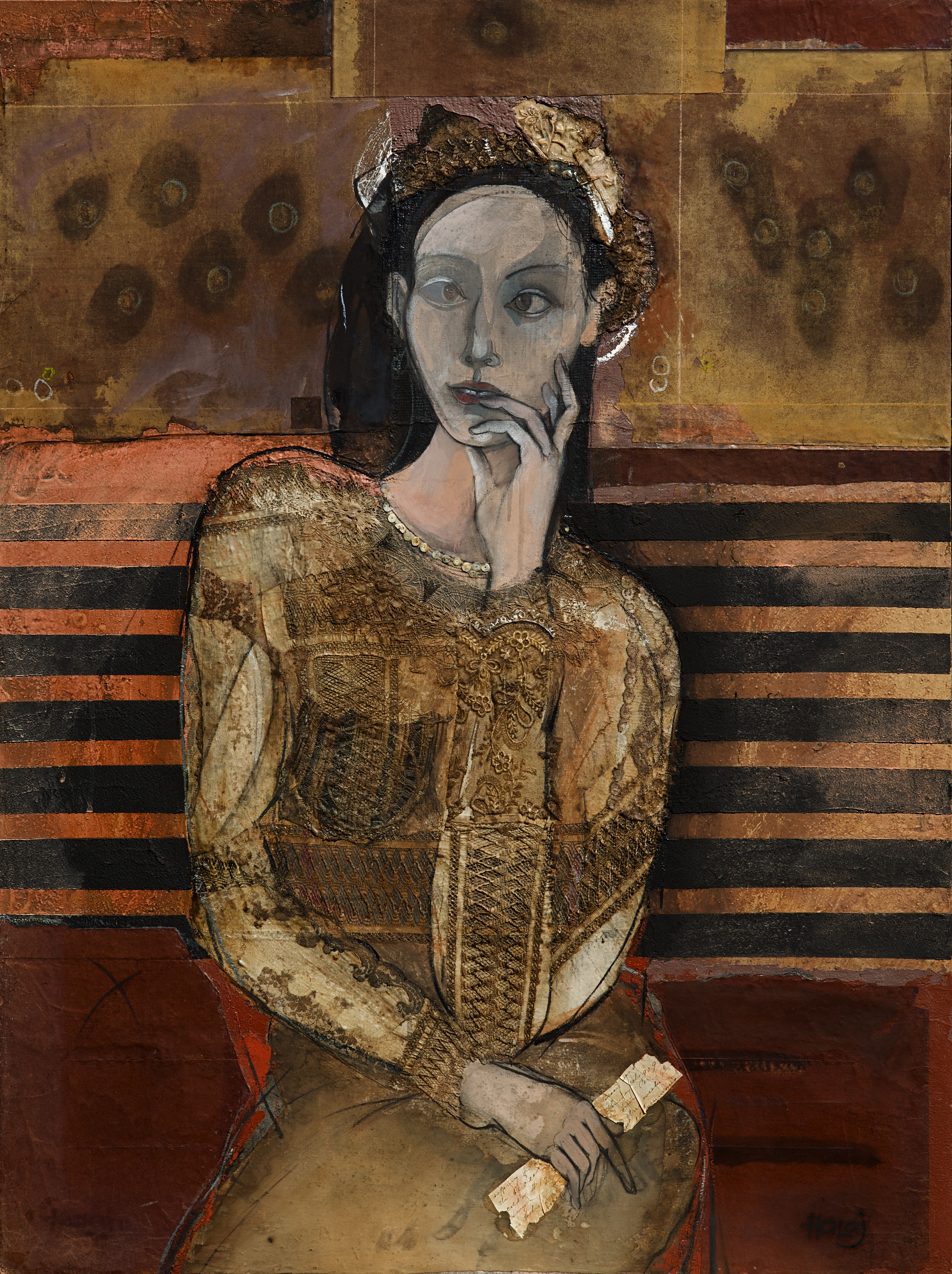
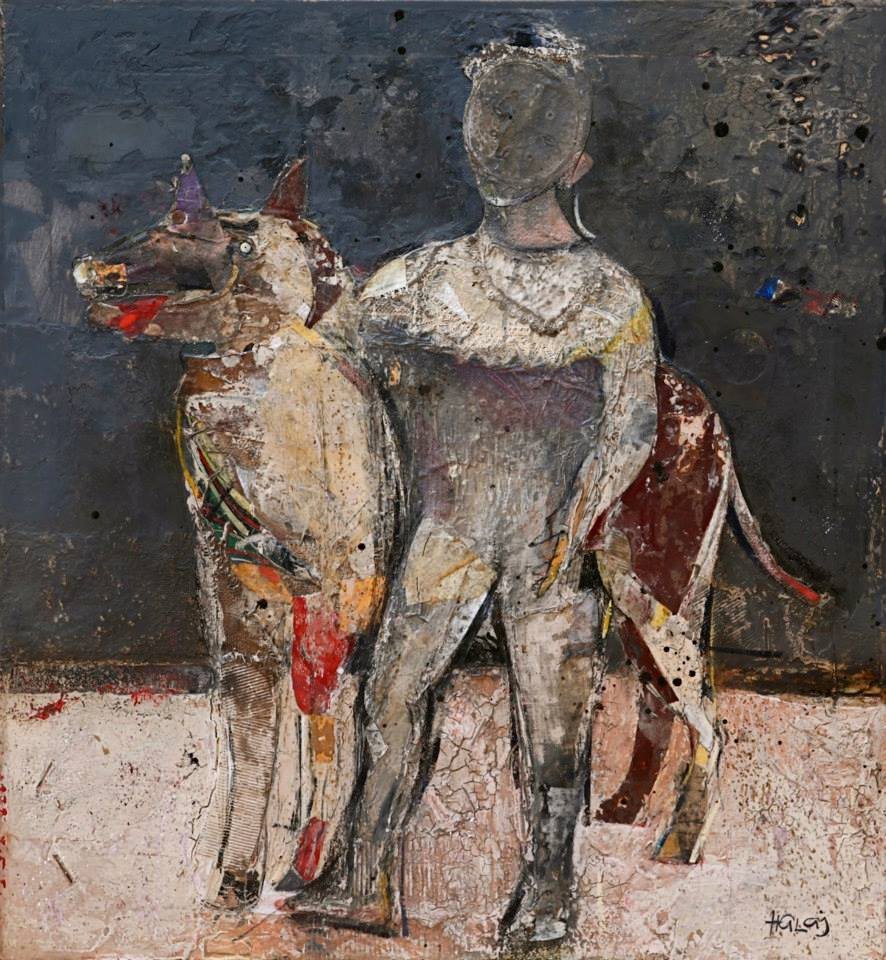
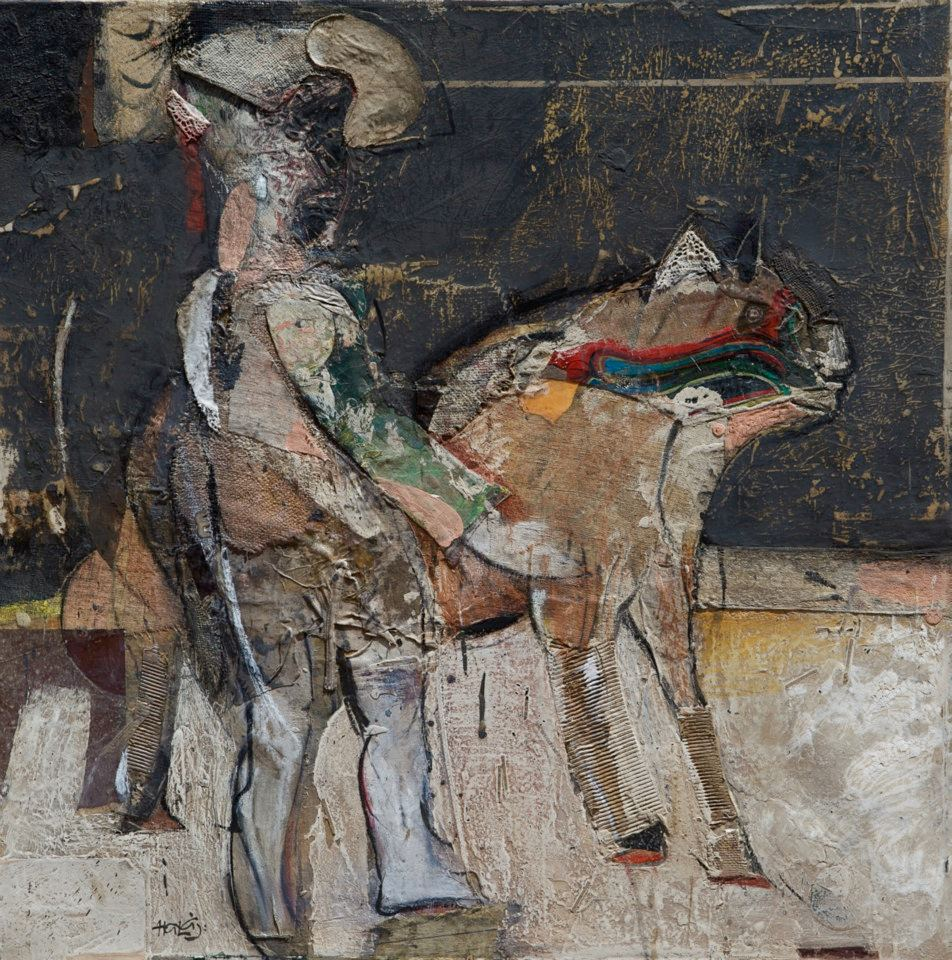
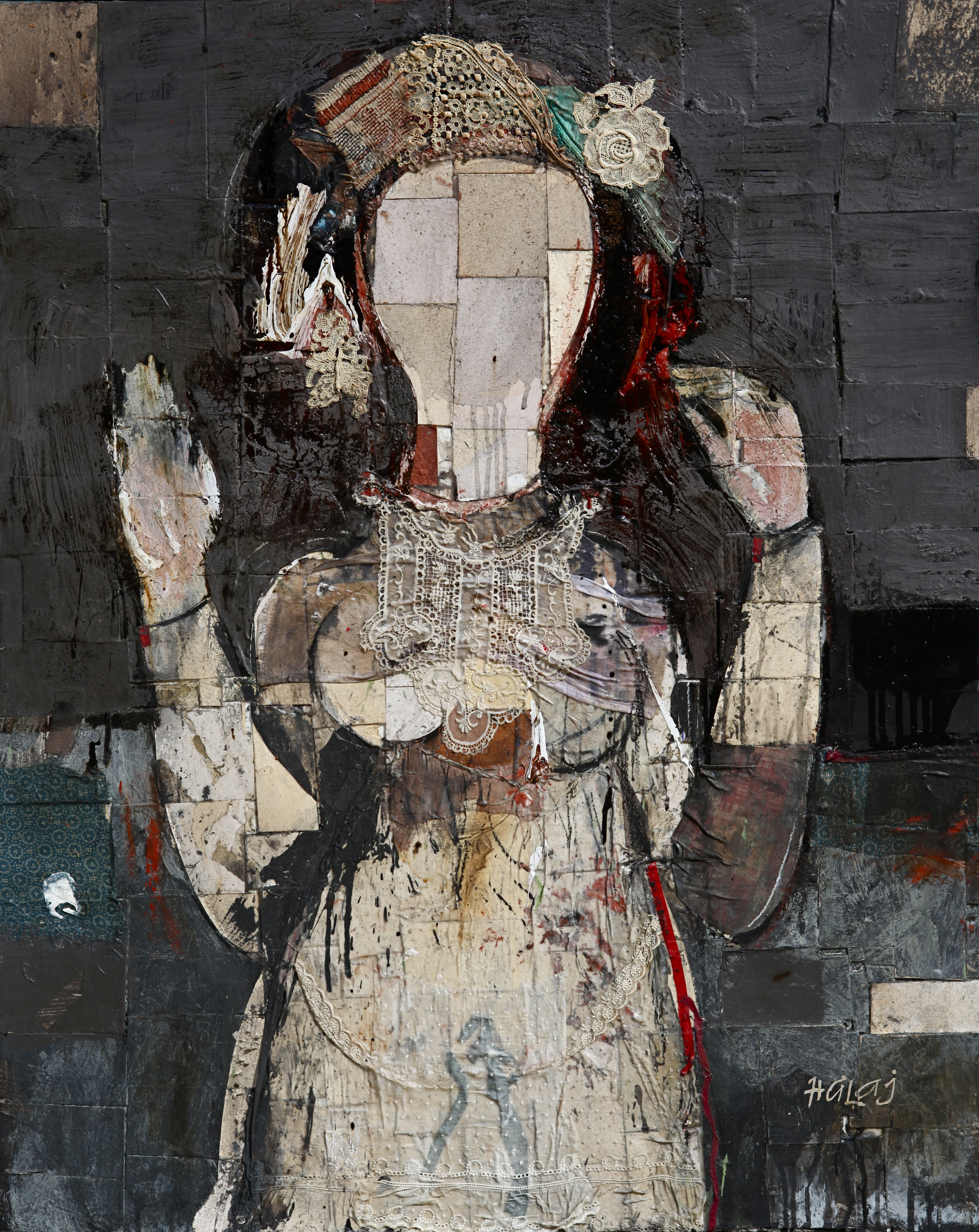
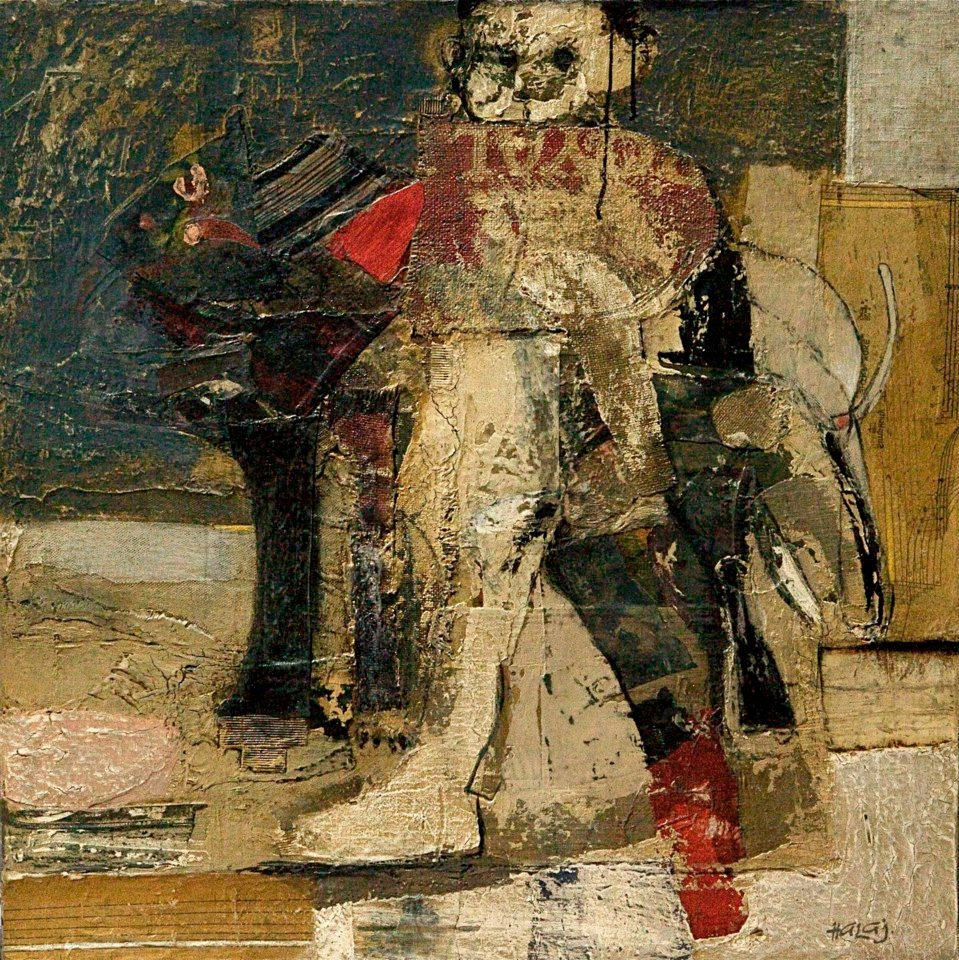
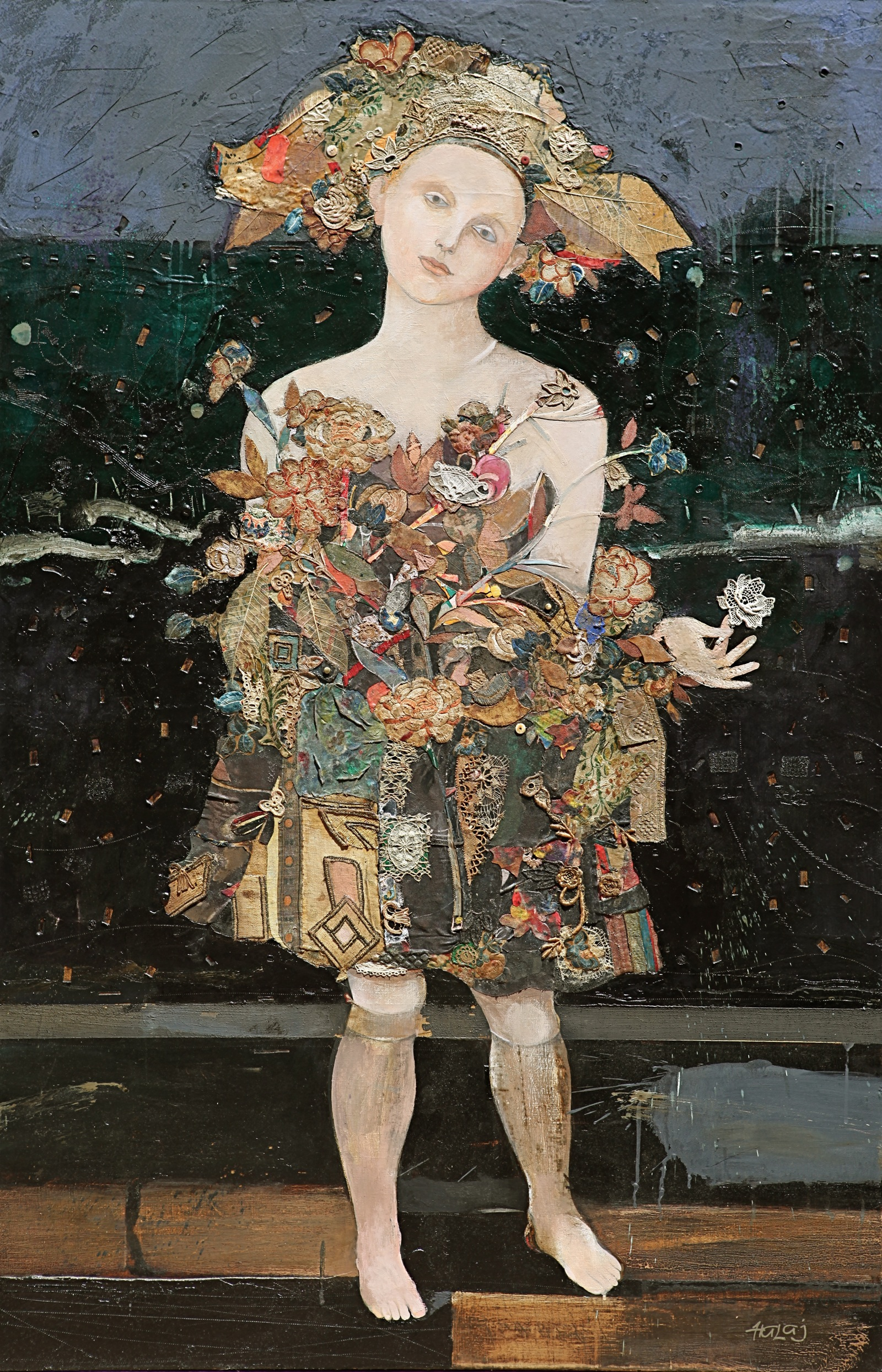
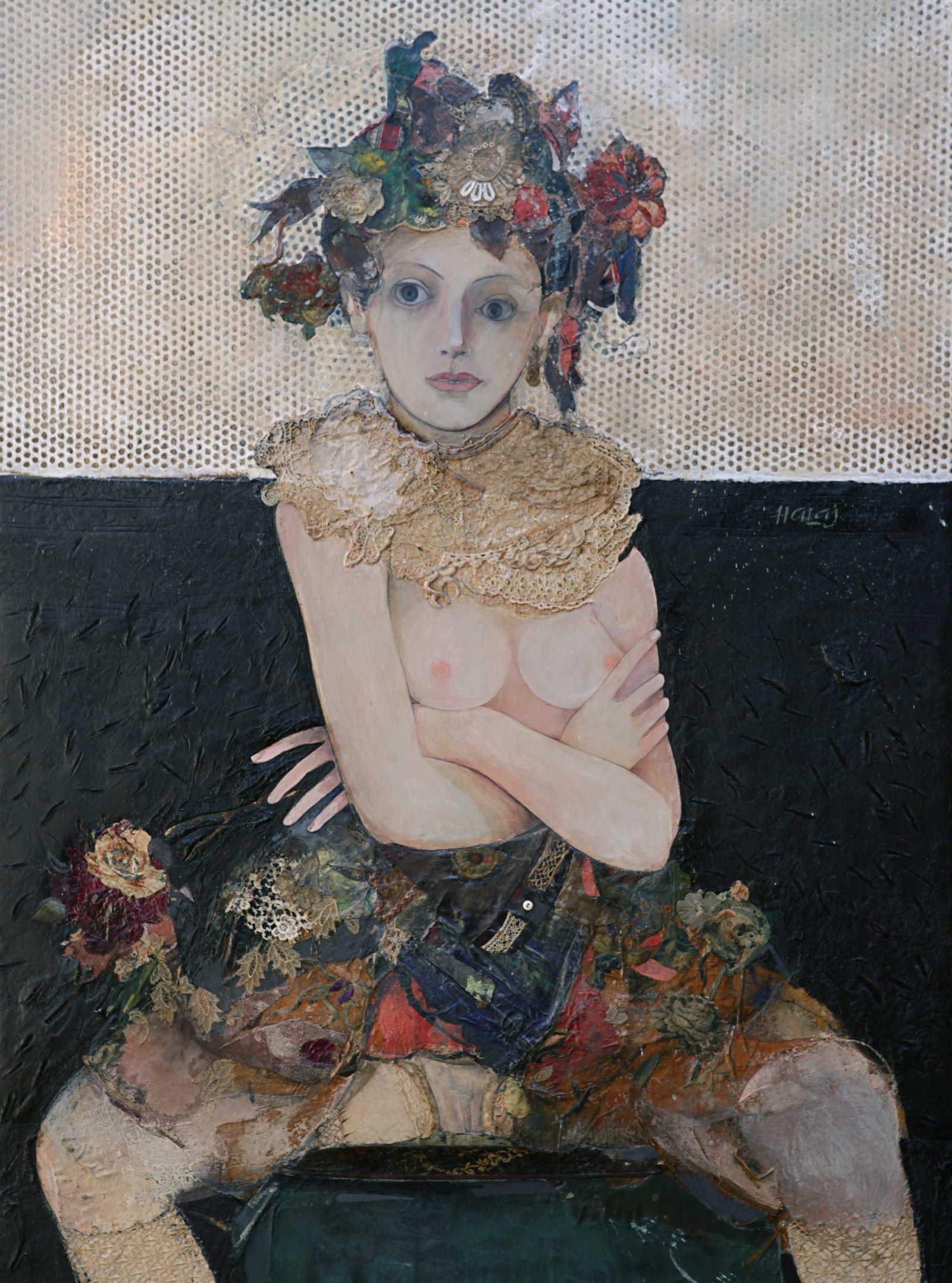
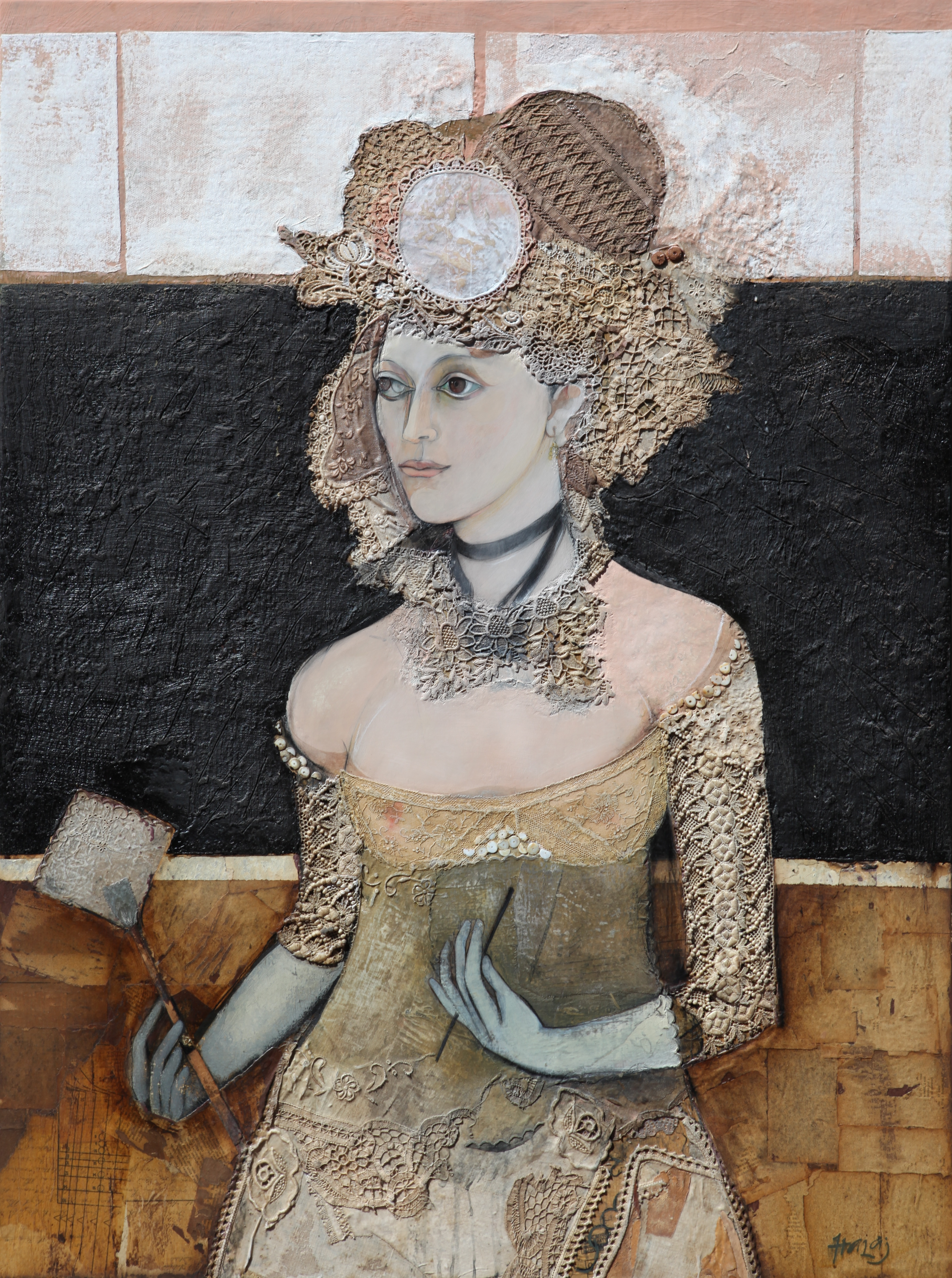